# Nordisches Institut

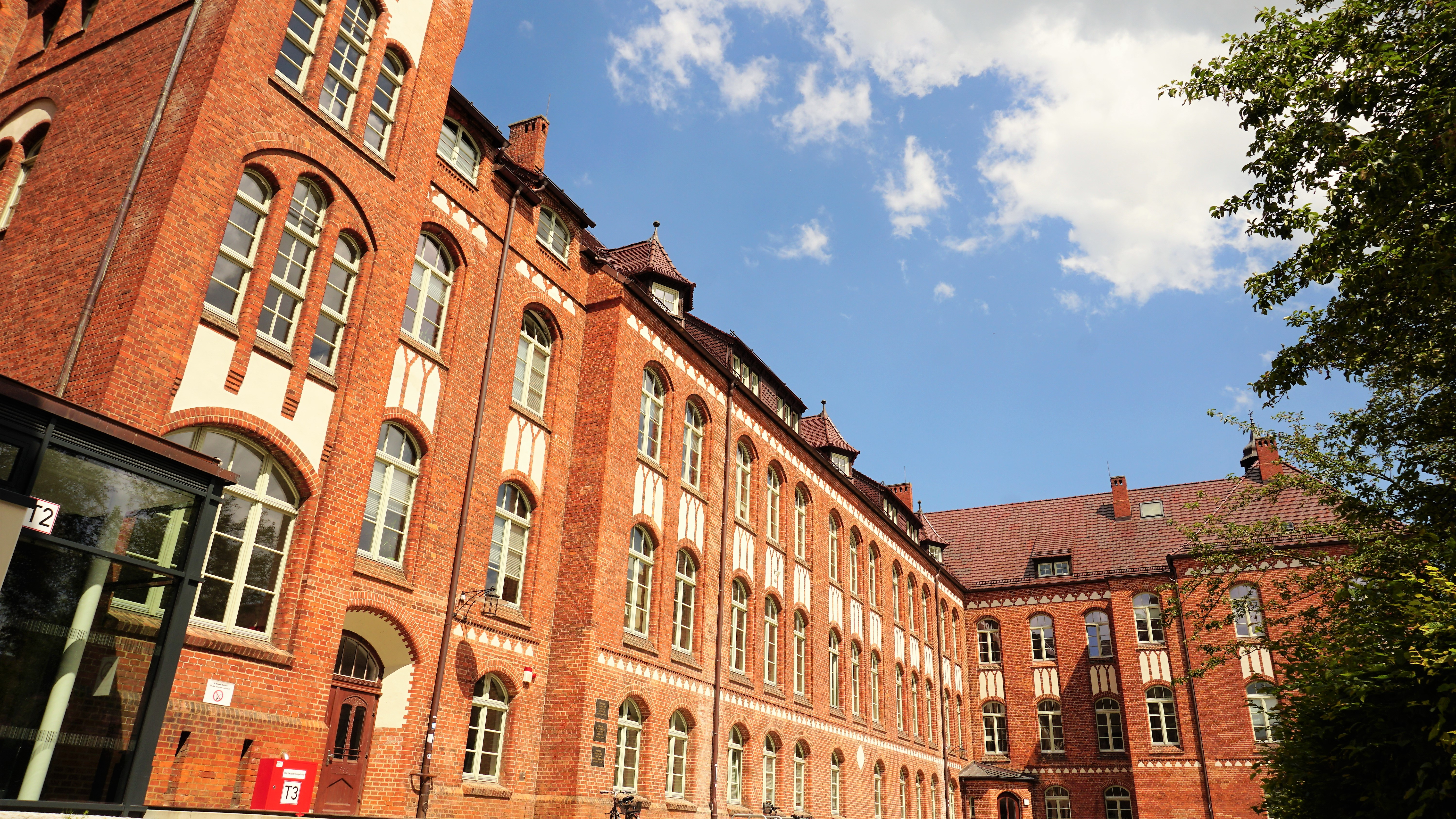
Det gamla kirurgiet

Nordisches Institut var ett institut grundat 1917 vid Greifswalds universitet för att främja studiet av nordisk kultur och förmedla förbindelser mellan tysk och nordisk vetenskap.
Från 1933 fick institutet en allt tydligare politisk prägel med syfte att stärka förbindelserna mellan de nordiska länderna och Tyskland. 1939 ändrades profilen och institutet fick istället namnet Instituts für Finnlandkunde. 1945 stängdes institutet, och återöppnades först 1955.